# Kurtis Kraft
Kurtis Kraft je nekdanje ameriško moštvo Formule 1, ki ga je ustanovil Frank Kurtis in je v prvenstvu sodelovalo med sezonama 1950 in 1960 le na dirkah Indianapolis 500 z izjemo Velike nagrade ZDA v sezoni 1959. V dvanajstih nastopih je moštvo doseglo pet zmag, vse na dirkah Indianapolis 500.

## Zmage
| Leto | Moštvo                   | Dirkač          | Poročilo |
| ---- | ------------------------ | --------------- | -------- |
| 1950 | Kurtis Kraft-Offenhauser | Johnnie Parsons | Poročilo |
| 1951 | Kurtis Kraft-Offenhauser | Lee Wallard     | Poročilo |
| 1953 | Kurtis Kraft-Offenhauser | Bill Vukovich   | Poročilo |
| 1954 | Kurtis Kraft-Offenhauser | Bill Vukovich   | Poročilo |
| 1955 | Kurtis Kraft-Offenhauser | Bob Sweikert    | Poročilo |